# Madhuca obovatifolia
Madhuca obovatifolia là một loài thực vật có hoa trong họ Hồng xiêm. Loài này được (Merr.) Merr. mô tả khoa học đầu tiên năm 1923.